# Gegants de Vilafranca
Els Gegants de Vilafranca són una parella de gegants, anomenats Ferragut i Elisenda, de la capital de l'Alt Penedès. Tot i que actualment representen la imatge d'una parella de monarques (inspirats en els Reis Catòlics), al llarg de la història també han anat vestits de cabdills musulmans, de pagesos o de nobles renaixentistes.

## Història

### Origen
Tot i que alguns estudiosos creuen que la presència de gegants a Vilafranca podria ser força anterior, el 1600 trobem les primeres referències de gegants, a Vilafranca, i un any més tard també hi ha documentada la participació dels gegants en les festes de canonització de Sant Ramon de Penyafort juntament amb el Drac, l'Àliga i els Diables. En aquesta època apareix referenciat el nom de Ferragut pel gegant de la vila. Els gegants van anar participant de manera regular en les festes i celebracions locals durant els segles xvii i xviii.

### Els gegants vuitcentistes
El 1831 s'adquireixen uns caps nous modelats per un escultor de sitgetà, però sembla que les mans dels gegants, tallades de fusta i que encara es conserven, es mantingueren. En aquesta època els gegants anaven vestits de cabdills moriscos i se'ls canvià la vestimenta el 1860 i el 1876 amb robes procedents dels Gegants de la Ciutat de Barcelona.
El 1880 es van restaurar les figures: es fa un vestit nou per la geganta, se li arregla una mà, es compra una nova perruca per la geganta i una nova barba pel gegant. Quatre anys més tard són restaurats novament.
Els 1886 els gegants pateixen un canvi radical a càrrec de Carles Girbal, un escenògraf barceloní. La cara i les mans són repintades, i la indumentària morisca és substituïda per la d'uns nobles cristians. A causa de diverses caigudes, Girbal haurà de restaurar les peces en diverses ocasions a finals del segle xviii (1887 i 1890).

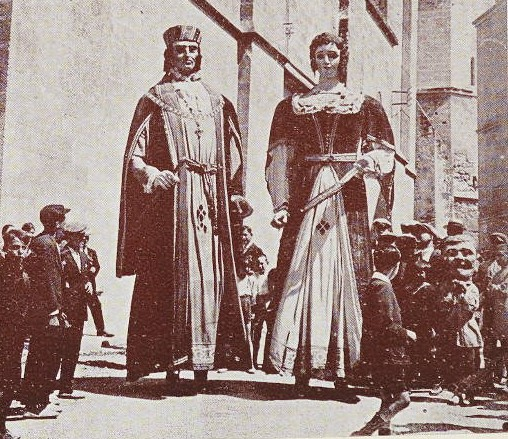
Fotografia dels Gegants de Vilafranca com a nobles de principis del

Vint anys més tard de l'últim gran canvi dels gegants, el 1906 els gegants passen a representar un noble italià i una dama a imatge de Maria Stuart, segons la premsa de l'època. A causa del deteriorament dels teixits, l'any 1917, els gegants estrenaren uns vestits nous de nobles del Renaixement.

### La imatge actual

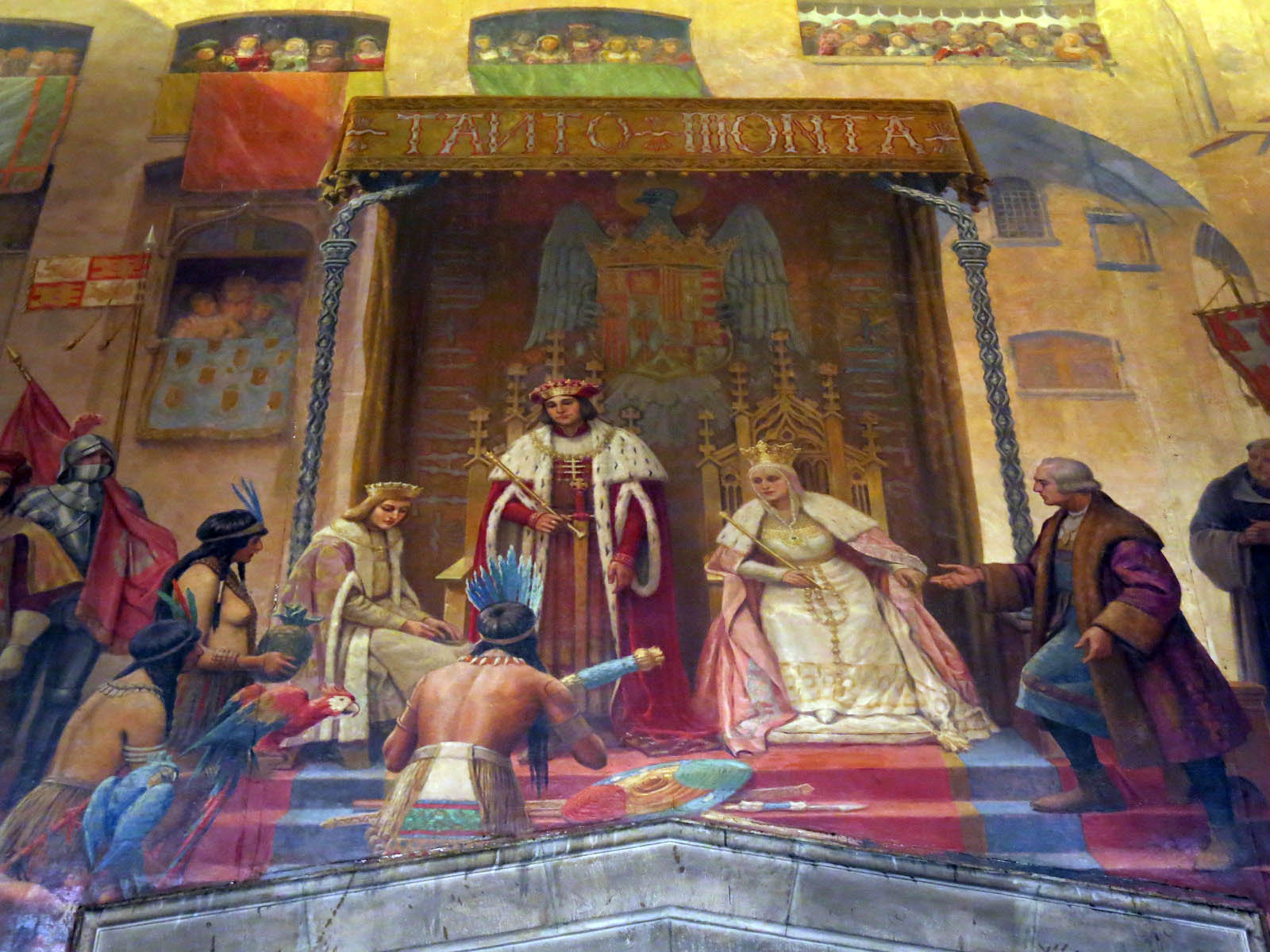
Quadre de la recepció dels Reis Catòlics a Colom al Saló de Sant Jordi del Palau de la Generalitat.

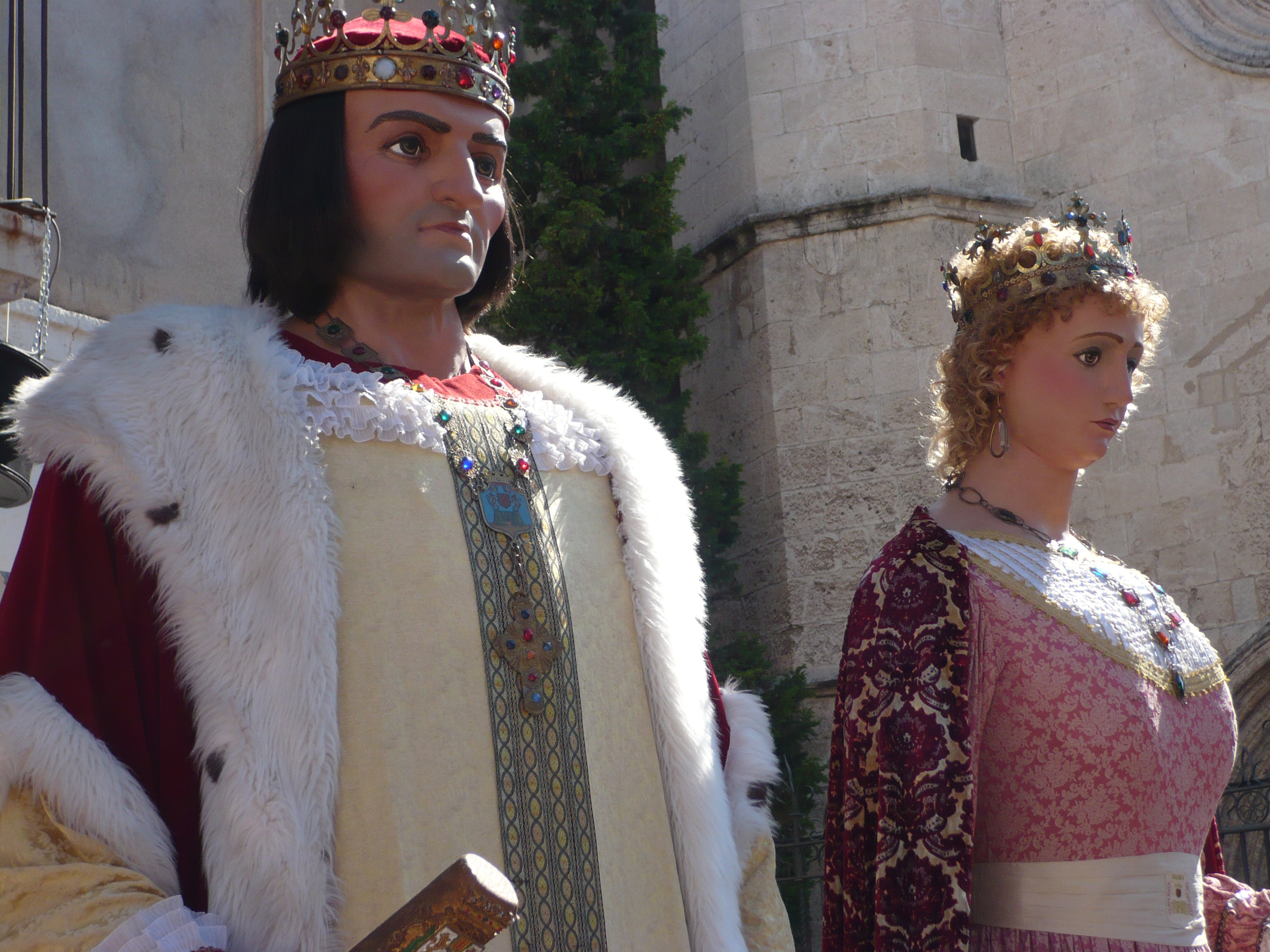
Els Ferragut i l'Elisenda el 2007, abans del canvi de vestuari del 2013

Finalment, l'últim gran canvi de la imatge dels gegants es produí el 1929 i aquesta imatge a perdurat fins als nostres dies amb petites modificacions i actualitzacions. En aquest any l'alcalde Joan Álvarez de Sisternes va decidir que els nous vestits dels gegants s'elaboressin a imatge de la representació dels Reis Catòlics espanyols, que hi ha al quadre de la recepció dels Reis Catòlics a Colom de Galofre Oller i Galofre Surís al saló de Sant Jordi del Palau de la Generalitat de Catalunya.
Malauradament, el 1940 el Ferragut va patir una caiguda que obligà a substituir-ne el bust. Així doncs, el 1941 Lambert Escaler feu un nou cap pel Ferragut amb un aspecte més jovenívol i del cap antic que va ser traslladat al seu taller El Ingenio no se'n va saber res més.
El 1953 per culpa d'una caiguda de la geganta, Carles Munts —el pintor del drac— ha de restaurar el bust de la geganta amb urgència i set anys més tard, l'any 1960, a causa d'una altra caiguda de la geganta es decideix substituir el bust per una nova testa de cartó i guix més lleugera que es presentaria amb una nova indumentària l'any següent. Els gegants incorporarien a la seva vestimenta un escut de Vilafranca al pit, unes noves mans, el cap nou de la geganta i un ceptre nou amb el cap d'un lleó. Aquests canvis, però, van ser durament criticats i van causar un rebuig generalitzat que feu que el 1962 es recuperessin els cossos antics i es fessin unes mans noves de guix a imatge de les anteriors. Per completar-ho l'encarnador Jaume Sanjaume i Clarà, que havia encarnat la imatge de Sant Fèlix de 1959, va repintar els gegants i la seva filla Núria Sanjaume va adaptar els vestits de l’any anterior als cossos vells.
Des d'aleshores han intervingut en els gegants diversos artesans vilafranquins que van anar fent petites modificacions a la imatge dels gegants com la nova capa de la geganta de 1981 confeccionada per Elena Hernández, els vestits nous de 1991 fets per la modista vilafranquina Paquita Pascual Yebra amb l’ajuda d’Anna Maria Montes Sánchez o el nou ceptre amb l'escut de la vila en comptes del lleó fet per Joan Gargallo el 2004.
L'any 2013 es feu l'últim canvi significatiu a la vestimenta a càrrec d'Amadeu Ferré i Mas i Rosó Carreras i Andreu que suposà un canvi innovador pel que fa a l’aspecte global de la parella de gegants.